# Marine d'Escobar
Marine d’Escobar (1554-1633) est une religieuse, fondatrice de l'ordre de récollection de Sainte-Brigitte. Amie de sainte Thérèse d'Avila, elle est surtout connue pour avoir eu des visions dans lesquelles elle touchait le cœur du Christ en 1616, jour du vendredi saint puis 1622.